# Sulfonová kyselina

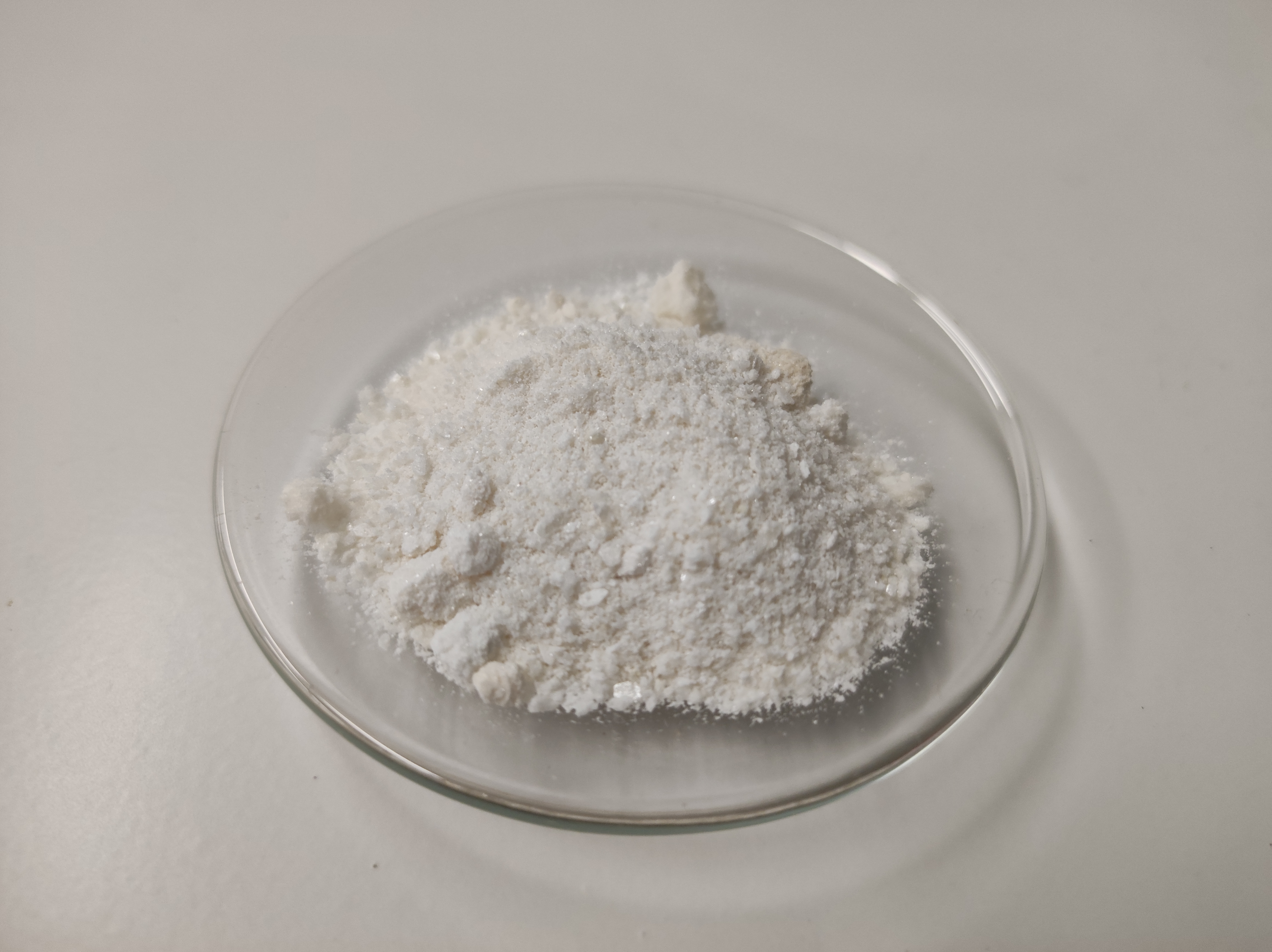
Sulfanilová kyselina

 Jako sulfonové kyseliny se obvykle označuje třída organických kyselin, která má obecný vzorec R-SO2-OH, kde R je obvykle uhlovodíkový substituent. Termín sulfonová kyselina (resp. kyselina sulfonová) může označovat také konkrétního člena této třídy, kde R=vodík. Sulfonové kyseliny jsou příbuzné ke kyselině sírové, chybí jim jedna hydroxylová skupina.

## Kyselina sulfonová

Struktura molekuly kyseliny sulfonové

Kyselina sulfonová je méně stabilní tautomer kyseliny siřičité, na kterou se rychle přeměňuje. Odvozené sloučeniny, kde je vodík ve vazbě na síru nahrazen organickou skupinou, jsou stabilní.

## Sulfonové kyseliny

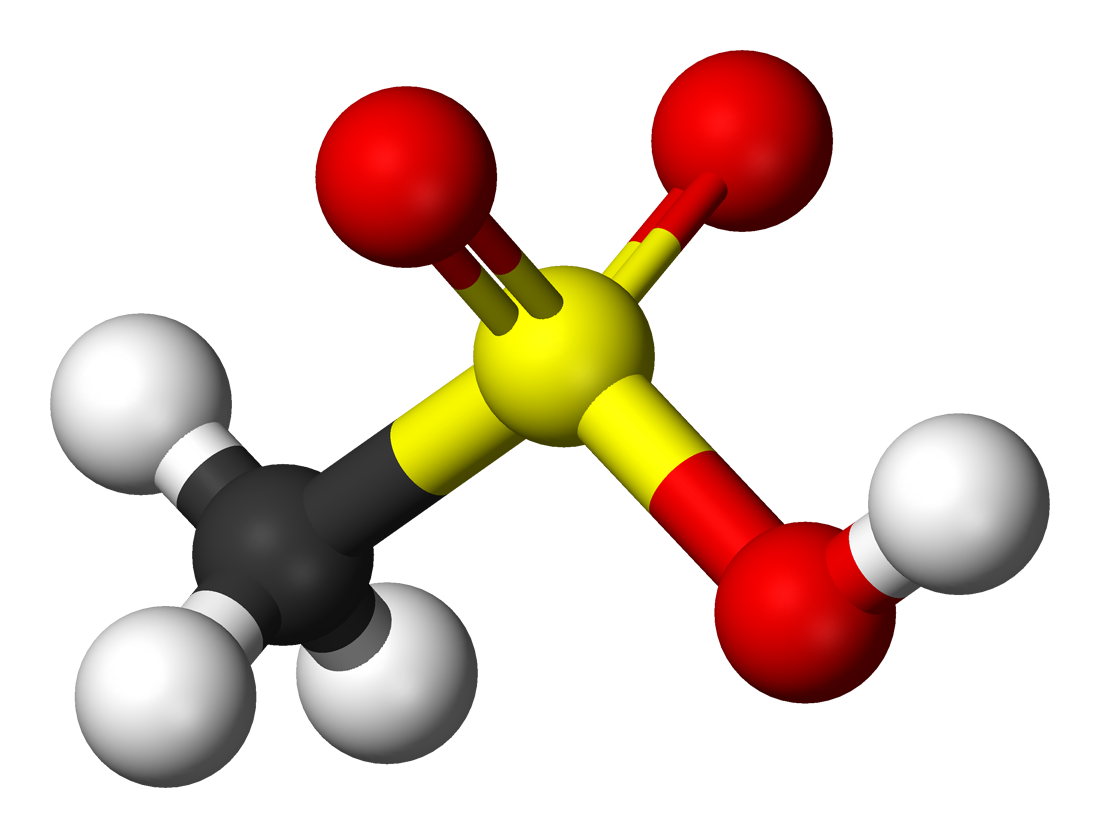
Trojrozměrný rozměr kyseliny methansulfonové

Sulfonové kyseliny jsou obvykle mnohem silnější kyseliny než jejich karboxylové ekvivalenty a mají zvláštní schopnost těsně vázat bílkoviny a sacharidy; sulfonové kyseliny (nebo sloučeniny se sulfonylovou funkční skupinou) se proto používají jako „omyvatelná barviva“. Využívají se i jako katalyzátory a meziprodukty pro mnoho různých chemických produktů.
Sulfonové kyseliny a jejich soli (sulfonáty) se široce používají v různých výrobcích, například čisticích prostředcích, antibakteriálních sulfonamidech, anexových pryskyřicích (k čištění vody) a v barvivech.
Nejjednodušším příkladem je kyselina methansulfonová (CH3SO2OH), používaná jako reagencium v organické chemii. Důležitým reagenciem je také kyselina p-toluensulfonová.

## Sulfonové estery

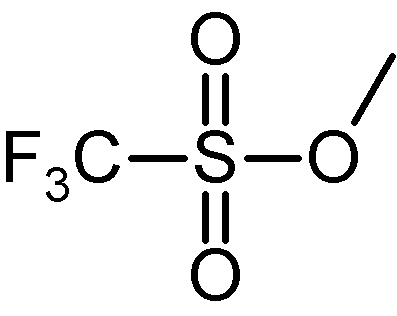
Methyltriflát

Sulfonové estery (estery sulfonových kyselin) je třída organických sloučenin s obecným vzorcem R-SO2-OR. Tyto estery, například methyltriflát (methyltrifluormethansulfonát, methylester kyseliny trifluormethansulfonové) se považují za dobré odstupující skupiny v nukleofilní alifatické substituci.

## Sulfonylhalogenidy
Sulfonylhalogenidové skupiny se objevují v případech, kdy se sulfonylová funkční skupina váže (jednoduchou vazbou) na atom halogenu. Mají obecný vzorec R-SO2-X, kde X je halogen.